# Sydbank Park
Sydbank Park – stadion piłkarski w Haderslev, w Danii. Został otwarty w 2001 roku. Swoje mecze rozgrywa na nim drużyna SønderjyskE Fodbold. Obiekt może pomieścić 10 000 widzów, z czego 3005 miejsc jest siedzących.